# Harrison Ross Steeves
Harrison Ross Steeves, auch in der Schreibvariante Harrison R. Steeves, (* 8. April 1881 in New York City, New York; † 1. August 1981 in Kingston, Washington County, Rhode Island) war ein US-amerikanischer Anglist und Hochschullehrer.

## Leben

### Familie und Ausbildung
Der gebürtige New Yorker Harrison Ross Steeves, Sohn des John Francis Steeves und dessen Ehegattin Imogene geborene Upson, wandte sich nach dem Besuch öffentlicher Schulen dem Studium der Anglistik an der Columbia University zu. 1903 erwarb er dort den akademischen Grad eines Bachelor of Arts, im Folgejahr jenen eines Master of Arts. 1913 erfolgte seine Promotion zum Ph. D.
Steeves heiratete am 16. Juni 1906 Jessie geborene Hurd, von der er sich 1947 scheiden ließ. Aus dieser Ehe entstammten die Kinder Imogene Hurd und Harrison Ross junior. Am 28. Januar 1947 heiratete er in zweiter Ehe Edna R. geborene Leake. Harrison Ross Steeves starb im Sommer 1981 100-jährig in Kingston im Bundesstaat Rhode Island.

### Beruflicher Werdegang
Harrison Ross Steeves erhielt im Jahr nach seinem Master-of-Arts-Abschluss Stellen als Assistant und Lecturer am Columbia College der Columbia University. Steeves wurde 1913 zum Assistant Professor, 1919 zum Associate Professor, 1926 zum Full Professor für Englisch befördert. Er hielt zusätzlich seit 1926 die Leitung des English Departement inne, 1949 wurde er feierlich in den Ruhestand verabschiedet. Harrison Ross Steeves wirkte darüber hinaus in der National Conference on Uniform Entrance Requirements in English, der er von 1925 bis 1931 vorstand, sowie von 1919 bis 1920 als Präsident der College Conference on English in the Central Atlantic States. Steeves war Mitglied der Phi Beta Kappa sowie der Theta Delta Chi.
Harrison Ross Stevens, ein Lehrer von Jacques Barzun, reüssierte insbesondere in seinem Spezialgebiet Englische Novellen. 1972 erhielt er die Ehrendoktorwürde D.Litt. der Columbia University verliehen.

## Schriften
- Teaching composition through the cultivation of ideas; a plan which has been followed at Columbia with great success, New York, 1912
- Learned societies and English literary scholarship in Great Britain and the United States, in: Columbia university studies in English and comparative literature, Columbia University Press, New York, 1913
- zusammen mit Frank Humphrey Ristine: Representative essays in modern thought; a basis for composition, American Book Company, New York, Cincinnati [etc.], 1913
- zusammen mit Charles C. Fries, James Holly Hanford: The teaching of literature, Silver, Burdett and Co., New York, Newark [etc.], 1926
- Literary aims and art, Silver, Burdett and Co., New York, Newark [etc.], 1927
- Plays from the modern theatre, D.C. Heath and Co., Boston, New York [etc.], 1931
- zusammen mit Samuel Henley, Horace Walpole, William Beckford, Ann Ward Radcliffe: Three eighteenth century romances: The castle of Otranto; Vathek; The romance of the forest, C. Scribner's Sons, New York, Chicago [etc.], 1931
- Good Night Sheriff, Random House, New York, 1941
- Before Jane Austen; the shaping of the English novel in the eighteenth century, Holt, Rinehart and Winston, New York, 1965
- Tying flies with foam, fur, and feathers, Stackpole Books, Mechanicsburg, PA, 2003